# Pháp Y Tần Minh: Người sống sót (phim truyền hình)
Pháp Y Tần Minh Chi Hành Tôn Giả (tiếng Trung: 法医秦明之幸存者; tựa phim tiếng Việt: Pháp y Tần Minh: Người sống sót) là một Bộ phim truyền hình trực tuyến Trung Quốc năm 2018 được chuyển thể từ Quyển 5: Người sống sót (幸存者) trong bộ tiểu thuyết Pháp y Tần Minh của tác giả Tần Minh. Bộ phim xoay quanh hành trình của bác sĩ Pháp y Tần Minh cùng đội cảnh sát hình sự truy tìm một tên sát thủ thần bí Giết người hàng loạt xuất hiện trong thành phố Long Phiên, nạn nhân đều là nữ và cơ thể đều bị mất đi một bộ phận trên cơ thể.
Bộ phim do Thượng Hải Tencent Penguin, Công ty TNHH Truyền thông Văn hóa Điện ảnh và Truyền hình Công ty TNHH Điện ảnh và Truyền hình Tụ Hòa (Bắc Kinh), Trung tâm Văn hóa Điện ảnh và Truyền hình Kim Thuẫn hợp tác sản xuất, được công chiếu vào ngày 09 tháng 8 năm 2018 trên dịch vụ phát trực tuyến Tencent Video.

## Diễn viên
- Kinh Siêu vai Tần Minh
- Dư Tâm Điềm  vai Trần Phi Vũ
- Lưu Hải Khoan vai Lâm Đào
- Ngải Hiểu Kỳ vai Vương Linh Lệ